# ذوو القمصان الحمر (إيطاليا)
ذوو القُمصان الحُمر (بالإيطالية: Camicie rosse)‏ أو ذوو المعاطف الحمراء (بالإيطالية: Giubbe Rosse)‏ هو الاسمُ الذي أُطلق على المُتطوعين الذين اتبعوا القائد الإيطالي جوزيپي گاريبالدي في حُروبه ومعاركه بِجنوب إيطاليا خِلال حملة الألف ضمن حربه لِتوحيد إيطاليا، على إنه قد يُطلق في بعض الأحيان على زُمرة من أصحابه المُقربين الين شاركوه تلك الحملات أيضًا. اشتُقَّ هذا الاسم من القمصان الحمراء التي كان العسكريُّون يرتدونها، نظرًا لِأنَّ هؤلاء لم يتمتعوا بِالموارد الماليَّة الكافية لِتأمين زيٍّ مُتناسقٍ كامل لِجُنُودهم، فارتدوا ما تيسَّر من ملابس على أن تكون كُلها بِلونٍ واحد.

## خلفية تاريخية
بدأت فكرة "القمصان الحمراء" على يد جوزيبي غاريبالدي. خلال فترة نفيه، شارك غاريبالدي في عمليات عسكرية في الأوروغواي. في عام 1843، استخدم غاريبالدي القمصان الحمراء لأول مرة من مخزون كان مخصصًا في الأصل لعمال المسالخ في بوينس آيرس. بعد ذلك، قضى فترة من حياته في تقاعد خاص بمدينة نيويورك. هذان المكانان، الأوروغواي ونيويورك، يدعيان أنهما مسقط رأس القميص الأحمر الغاريبالدي.
تشكيل قوات المتطوعين التابعة لجوزيبي غاريبالدي في الأوروغواي، ومهارته في تقنيات حرب العصابات، ومعارضته للإمبراطور البرازيلي والطموحات الإقليمية للأرجنتين (التي كان يعتبرها الليبراليون أيضًا إمبريالية)، وانتصاراته في معركتي سيرو وسانت أنطونيو في عام 1846 ضمنت استقلال الأوروغواي وجعلت من غاريبالدي وأتباعه أبطالاً في إيطاليا وأوروبا. بفضل هذه الإنجازات، أُطلق على غاريبالدي لقب "جران شيكو فورنيدو".
في الأوروغواي، دعا غاريبالدي الإيطاليين في مونتيفيديو لتشكيل الفيلق الإيطالي في عام 1843. وفي السنوات اللاحقة، زُعم أن هذا الفيلق كان يرتدي القمصان الحمراء التي ارتبطت بمجموعة غاريبالدي الملقبة بـ "الألف"، والتي قيل إنّها حصلت عليها من مصنع في مونتيفيديو كان ينوي تصديرها إلى المسالخ في الأرجنتين. ومع ذلك، لا توجد وثائق تدعم وجود القمصان الحمراء بين الجزارين الأرجنتينيين في الأربعينيات من القرن التاسع عشر، ولم تظهر القمصان الحمراء الشهيرة "كاميسي روسي" خلال جهود غاريبالدي في روما بين عامي 1849 و1850.
لاحقاً، بعد فشل حملته لاحتلال روما، قضى غاريبالدي حوالي من عام 1850 إلى 1853 مع الوطني الإيطالي والمخترع أنطونيو ميؤوتشي في منزل متواضع بطراز قوطي (الذي يُعتبر الآن معلمًا تاريخيًا في مدينة نيويورك) في جزيرة ستاتن، نيويورك، قبل أن يعود إلى إيطاليا في عام 1853. المتحف الخاص بغاريبالدي وميؤوتشي يقع في جزيرة ستاتن.
في مدينة نيويورك، قبل الحرب الأهلية الأمريكية، كانت شركات الإطفاء المتطوعة المنافسة تُعتبر أبطال الطبقة العاملة. شجاعتهم وروحهم المدنية ورفاقيتهم النشطة ألهمت أتباعًا متحمسين في جميع أنحاء نيويورك، الذين أُطلق عليهم اسم "المعجبين بالنار".
كانت شركات الإطفاء المتطوعة تتنوع في تفاصيل وأكتمال زيها الرسمي، لكن جميعها كانت ترتدي القميص الأحمر من الصوف. عندما عاد غاريبالدي إلى إيطاليا بعد إقامته في نيويورك، ظهرت القمصان الحمراء لأول مرة بين أتباعه.
بدأت موضة "قميص غاريبالدي" النسائية في عام 1860 على يد الإمبراطورة أوجيني في فرنسا. وقد تميز هذا القميص بتصميم فضفاض وأنيق، مما جعله يحظى بشعبية كبيرة لعدة سنوات. تطورت هذه الموضة لاحقًا لتصبح جزءًا من الملابس النسائية الفيكتورية، لتتحول فيما بعد إلى ما نعرفه اليوم بالقميص النسائي الحديث أو البلوزة.
فيما بعد، قاد ابن غاريبالدي، ريتشوتي غاريبالدي، فرق المتطوعين بالقمصان الحمراء التي حاربت إلى جانب الجيش اليوناني في الحرب اليونانية التركية عام 1897 وأيضًا في الحرب البلقانية الأولى بين عامي 1912 و1913.

## معرض صور

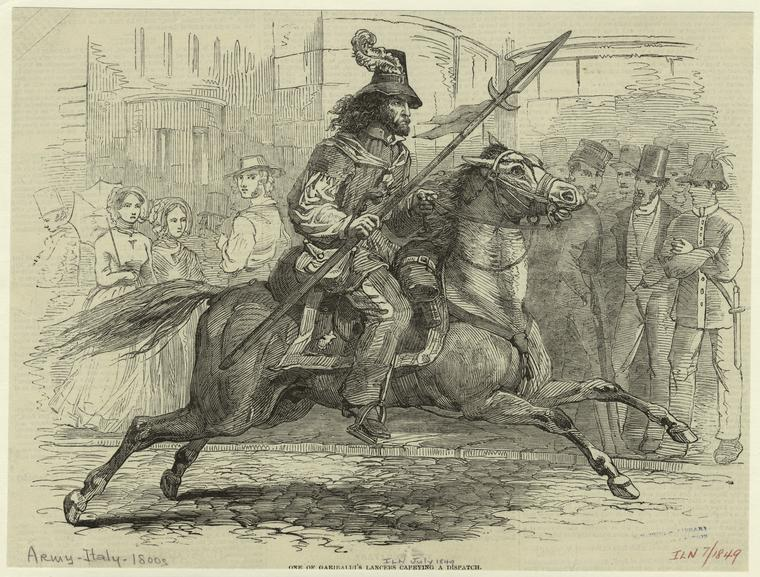
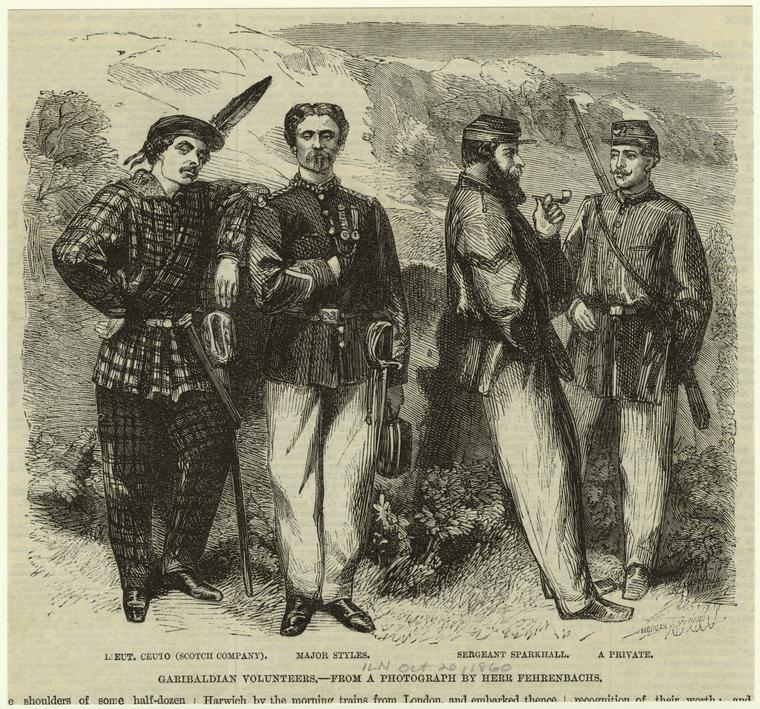
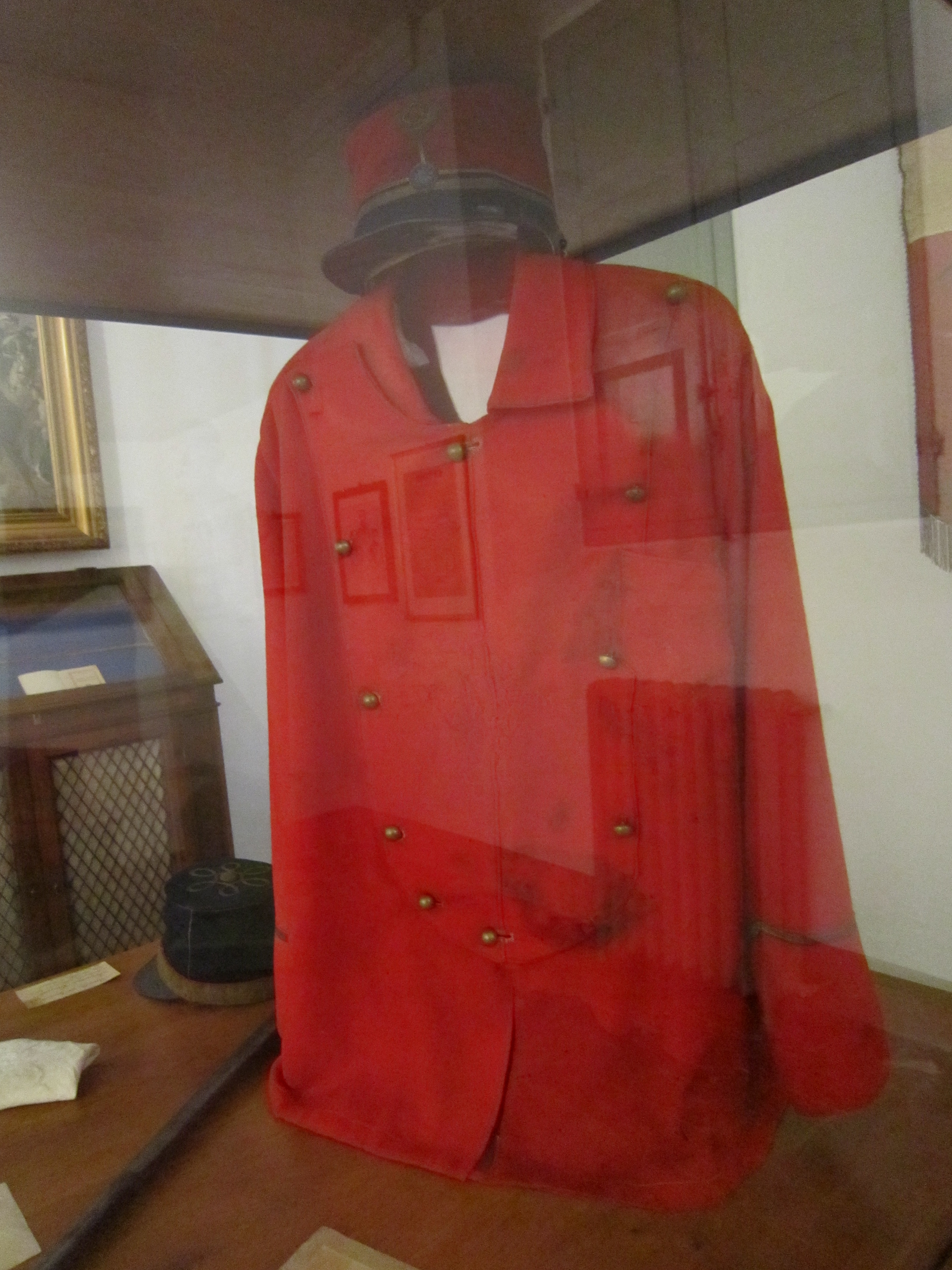
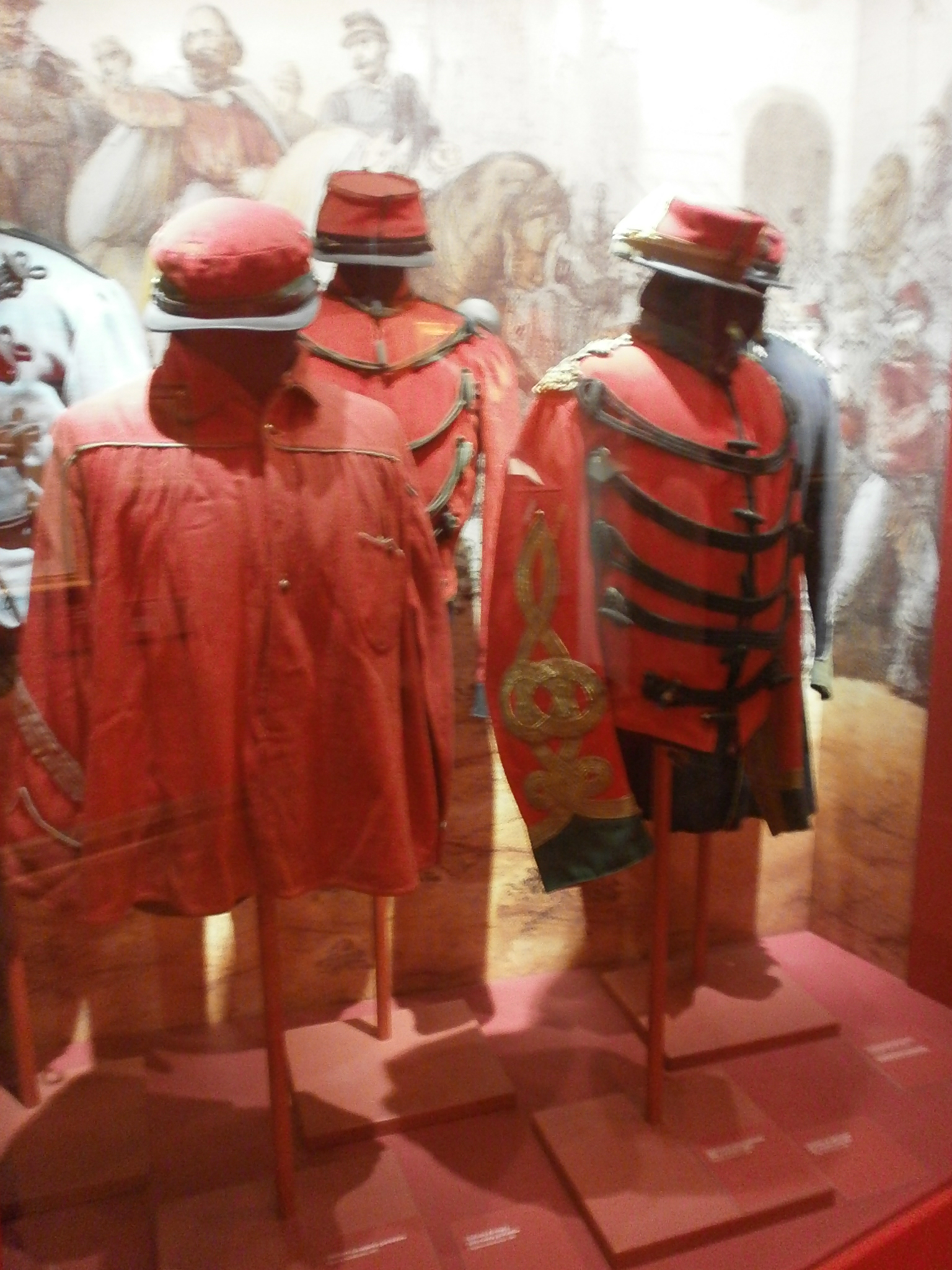